# Wolf Shaped Clouds
A Wolf Shaped Clouds (néha WSC-ként rövidítve, vagy Wolfshapedclouds vagy WOLFSHAPEDCLOUDS módon írva) egy 2009 és 2013 között aktív screamo banda volt.

## Kiadványok
| Cím (Megjelenés éve)                              | Kiadvány fajtája | Megjelenési formátum (kiadó, példányszám)                                                                         | Megjegyzés                                              |
| ------------------------------------------------- | ---------------- | --- | ------------------------------------------------------- |
| rehearsal room session (2011)                     | EP               | digitális letöltés                                                                                                | demo felvételek a zenekar próbaterméből                 |
| Demo (2011)                                       | EP               | CD-R (szerzői kiadás, 50 példány) split kazetta w/ Angst (Verstand Schept Lijden, 170 példány) digitális letöltés |                                                         |
| Wolf Shaped Clouds / Black Hourglass Split (2012) | split            | 7" vinyl kazetta (Go Away Records, 40 példány) digitális letöltés                                                 |                                                         |
| Wolf Shaped Clouds / Oaken Split (2012)           | split            | CD (Go Away Records / Itai Itai Records, 100 példány) digitális letöltés                                          |                                                         |
| Swollen Lungs Volume 1. (2013)                    | válogatás        | 7" vinyl (Swollen Lungs Records, 1000 példány) digitális letöltés                                                 | a zenekar utolsó felvétele                              |
| Wolfshapedclouds - 2009//2013 (2013)              | gyűjtemény       | kazetta (Go Away Records, 20 példány) digitális letöltés                                                          | a korábbi kiadványokon megjelent felvételek gyűjteménye |